# Paryduby
Paryduby (ukr. Пари́дуби) – wieś na Ukrainie w rejonie kowelskim obwodu wołyńskiego. Liczy 386 mieszkańców.
Paryduby alias Potoczna były wsią tenuty korytnickiej w XVIII wieku.
Znajduje tu się przystanek kolejowy Paryduby, położony na linii Kowel – Jagodzin.
Do 2020 w rejonie starowyżewskim.